# Tancredo Neves
Tancredo de Almeida Neves SFO (phát âm tiếng Bồ Đào Nha: [tɐkɾedu nɛvis]) (4 tháng 3 năm 1910 - 21 tháng 4 năm 1985) là một chính trị gia, luật sư người Brasil và cũng là doanh nhân. Ông phục vụ Bộ trưởng Bộ Tư pháp và Bộ trưởng Nội vụ 1953-1954, Thủ tướng Chính phủ 1961-1962, Bộ trưởng Bộ Tài chính trong năm 1962, và Thống đốc bang Minas Gerais từ năm 1983 đến năm 1984. Ông được bầu làm Tổng thống của Brazil trong năm 1985, nhưng đã chết trước khi ông redbourn văn phòng.
Ông bắt đầu sự nghiệp chính trị của ông với "Progressive Party (Brazil)" (PP) của Minas Gerais nơi ông làm ủy viên hội đồng thành phố São João del Rei từ năm 1935 đến năm 1937. Ông đã nhận được đa số phiếu bầu và trở thành chủ tịch của cơ quan lập pháp thành phố. Ông được bầu làm đại diện nhà nước (1947-1950) và đại biểu quốc hội (1951-1953) là một thành viên của Đảng Dân chủ Xã hội (PSD). Ông bắt đầu công việc của mình vào tháng 6 năm 1953, diễn xuất Bộ trưởng Bộ Tư pháp và Bộ trưởng Bộ Nội vụ cho đến khi tự tử của Tổng thống Getulio Vargas.